# Ozero Zhaltyr
Ozero Zhaltyr är en saltsjö i Kazakstan.   Den ligger i oblystet Nordkazakstan, i den norra delen av landet, 400 km nordväst om huvudstaden Astana. Arean är 12,3 kvadratkilometer.